# Doing Time: Life Inside the Big House
Doing Time: Life Inside the Big House ist ein US-amerikanisch-kanadischer Dokumentarfilm aus dem Jahr 1991. Alan Raymond führte Regie, produzierte, filmte und schnitt die Dokumentation über den Alltag in einem amerikanischen Hochsicherheitsgefängnis. Doing Time: Life Inside the Big House war 1992 in der Kategorie „Bester Dokumentarfilm“ für den Oscar nominiert. 

## Handlung
Alan Raymond filmte fünf Wochen im Hochsicherheitsgefängnis in Lewisburg, Pennsylvania. Er interviewte mehrere Insassen, wobei er sich auf Häftlinge konzentrierte, die eine lebenslange Haftstrafe ohne Aussicht auf Bewährung verbüßen. Raymond sprach vor der Kamera auch mit Justizvollzugsbeamten, die in Lewisburg arbeiten, über den Gefängnisalltag. 
Im Film kommt unter anderem „Red“ zu Wort, der wegen dreifachen Mordes im Gefängnis sitzt und nicht nur seine Tattoos erklärt, sondern auch sehr offen über die Morde spricht, die er begangen hat. Außerdem spricht der Bankräuber „Hot Hands“, der als Tellerwäscher in der Küche arbeitet, mit Raymond über die Sexualität im Gefängnis.